# Sankt Oswald bei Freistadt
Sankt Oswald bei Freistadt település Ausztriában, Felső-Ausztria tartományban, a Freistadti járásban, területe 40,9 km².

## Fekvése
Tengerszint feletti magassága 608 méter. Sankt Oswald bei Freistadt Grünbach, Sandl, Weitersfelden, Sankt Leonhard bei Freistadt, Gutau és Lasberg településekkel határos.

## Népesség
Lakosainak száma 2901 fő (2018. január 1.).